# 喜撰

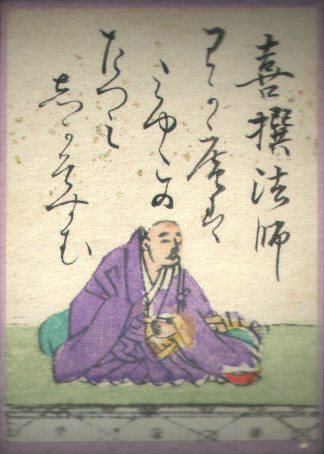
喜撰法師（百人一首）

喜撰（日语：／ Kisen，生卒年不詳）是平安時代初期僧侣、歌人。又称喜撰法師，是六歌仙中的一员。
居住于宇治山。生平不详，另外又有“喜撰法師”为紀貫之的化名的说法。在《古今和歌集序》中对他有如下的评价：
相传他是歌学書《倭歌作式》（又名《喜撰式》）的作者，但目前认为这本书是平安时代後期假托的偽書。另外，《無名抄》记载，在宇治市御室戸的深处还保留着喜撰居住的痕迹，而且这里是歌人必须拜访之地。现在山腰上还有名为“喜撰洞”的小洞窟。

## 和歌
喜撰法师现在流传于世的和歌只有两首，《古今集》和《百人一首》中的一首，以及《玉叶集》中的一首。

## 關連項目
- 喜撰山水庫
- 上喜撰